# Victor Gischler

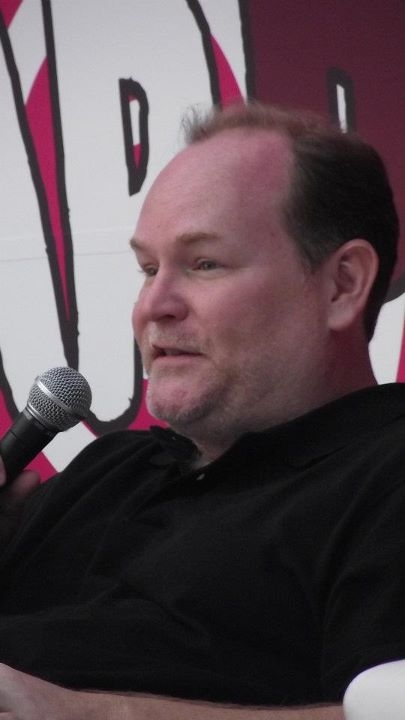
Victor Gischler

Victor Gischler (* 1969) ist ein US-amerikanischer Kriminal-Schriftsteller sogenannter Hardboiled Novels. Seine Werke zeichnen sich durch eine satirische Auseinandersetzung mit dem jeweiligen Genre und einem hohen Maß an Selbstironie aus.

## Leben und Werk
Victor Gischler ist verheiratet und lebt in Baton Rouge, Louisiana.
Er erlangte seinen Doktor in Englisch an der Universität von Süd-Michigan.
Sein Debütroman „Gun Monkeys“ wurde für den Edgar Allan Poe Award nominiert, und sein Roman „Shotgun Opera“ war ein Anthony Award-Finalist.
Seine Werke wurden bisher ins Deutsche, Italienische, Französische, Spanische und Japanische übersetzt und es werden häufig Vergleiche mit Douglas Adams, Christopher Moore, aber auch Kurt Vonnegut und sogar – obwohl kein Schriftsteller – Quentin Tarantino gezogen.
Sein fünfter Roman Go-Go Girls of the Apocalypse wurde 2008 von Touchstone/Fireside veröffentlicht, einer Division des Simon-&-Schuster-Verlages. In deutscher Sprache erschien der Roman beim Piper Verlag als „Die Go-Go-Girls der Apokalypse“.
Er betätigt sich auch als Comicautor und so schrieb er für die Serien „The Punisher: Frank Castle“ und Deadpool aus dem Hause Marvel Comics.
Derzeit arbeitet Gischler an der X-Men-Fortsetzung „Curse of The Mutants“, welche ebenfalls von Marvel veröffentlicht werden wird.